# Pomrów żółtawy
Pomrów żółtawy (Limacus flavus) – gatunek nieoskorupionego ślimaka lądowego z rodziny pomrowiowatych (Limacidae), należącej do rzędu trzonkoocznych.

## Charakterystyka
Ubarwienie od pomarańczowego po oliwkowozielone, z wyraźnie ciemniejszymi cętkami. Spód nogi jasnożółtawy. Płaszcz w większości przypadków ciemniejszy. Śluz przezroczysty, rzadki, mocno klejący. Czułki szare do szaro niebieskich. Otwór oddechowy w tylnej części płaszcza umieszczony bocznie.

## Występowanie
Na terenie całego kraju, w lasach, biotopach ruderalnych i skupiskach ludzkich. Chętnie zasiedla piwnice, altanki działkowe i spiżarnie.

## Pochodzenie
Najprawdopodobniej pochodzi z rejonów południowo-wschodniej Europy, Azji Mniejszej. Wraz z rozwojem urbanizacji rozpowszechnił się na zachodnią i środkową Europę. Występuje też w Ameryce Północnej i Azji.

## Pożywienie
Żywi się głównie warzywami i grzybami.